# Ptecticus connectens
Ptecticus connectens är en tvåvingeart som beskrevs av Enrico Adelelmo Brunetti 1923. Ptecticus connectens ingår i släktet Ptecticus och familjen vapenflugor. Inga underarter finns listade i Catalogue of Life.